# Abraham Robinson
Abraham Robinson (ur. 6 października 1918 w Waldenburgu, zm. 11 kwietnia 1974 w 
New Haven, Connecticut) – amerykański matematyk, twórca analizy niestandardowej, w której do systemu liczb rzeczywistych dołączył odpowiednio skonstruowane liczby nieskończenie duże i liczby nieskończenie małe, definiując zbiór liczb hiperrzeczywistych.

## Życiorys
Urodził się jako Abraham Robinsohn w syjonistycznej rodzinie żydowskiej w Waldenburgu (ob. Wałbrzych). W 1933 rodzina wyemigrowała do Palestyny. W latach 1935–1939 Robinson studiował na Uniwersytecie Hebrajskim w Jerozolimie; jego nauczycielem był Abraham Fraenkel. 
Był studentem Sorbony w Paryżu, gdy Francja została zaatakowana przez Niemców. Udało mu się przedostać do Anglii, gdzie pracował dla francuskich sił powietrznych jako ekspert od profili aerodynamicznych. Po wojnie pracował w Londynie, Toronto, Jerozolimie i Los Angeles.   
Zajmował się matematyką stosowaną, logiką matematyczną, analizą oraz algebrą. W 1966 roku napisał książkę Non-Standard Analysis, w której urzeczywistnił marzenia Leibniza o wielkościach nieskończenie małych, tworząc z tego matematycznie w pełni ścisłą teorię.  
Zmarł na raka trzustki w 1974 roku.

## Analiza niestandardowa Robinsona
Liczby hiperrzeczywiste stanowią rozszerzenie liczb rzeczywistych. Podobnie jak w przypadku liczb rzeczywistych, można je dodawać, odejmować, mnożyć i dzielić (z wyjątkiem dzielenia przez 0). Wśród nich oprócz zwykłych, standardowych liczb rzeczywistych są tam liczby nieskończenie małe (infinitezymalne, tzn. większe od zera, ale mniejsze od każdej rzeczywistej liczby dodatniej)
oraz ich odwrotności - liczby nieskończenie duże. Skończona liczba hiperrzeczywista r ma swoją część standardową oznaczana st(r)  – standardowa liczba rzeczywista nieskończenie bliska liczbie r. Oznaczenia takie jak dx używane w matematyce w rachunku różniczkowym w analizie niestandardowej przybrały postać liczb hiperrzeczywistych nieskończenie małych. Konstrukcja tych liczb wymaga aksjomatu wyboru. 
Praca Robinsona o analizie niestandardowej była inspirowana przez wcześniejsze konstrukcje norweskiego matematyka Thoralfa Skolema z roku 1934.
Mimo pokładanych w niej nadziei, analiza niestandardowa nie otworzyła nowej raptownie rozwijającej się dziedziny matematyki.